# Erich Boetel

Erich Boetel

Erich Boetel (* 5. Oktober 1904 in Heide; † 22. Mai 1940 in Hougaerde, Belgien) war ein deutscher Politiker (NSDAP) und SA-Führer. Er war von 1933 bis 1940 Abgeordneter im Deutschen Reichstag.

## Leben
Boetel besuchte von 1911 bis 1921 die Oberrealschule in Heide und absolvierte im Anschluss bis 1923 eine Banklehre. Von 1922 bis 1927 war er Mitglied im Stahlhelm. Boetel arbeitete von 1924 bis 1928 als Bankbeamter bei der Deutschen Bank in Berlin und danach bis zum 31. Oktober 1933 als Bankkassierer einer Bank in Rendsburg in Westholstein. Zum 1. Mai 1928 war er der NSDAP (Mitgliedsnummer 88.580) und der SA beigetreten.
Boetel wurde am 1. November 1933 als hauptamtlicher SA-Führer übernommen und am 9. November zum SA-Standartenführer befördert. Er war vom 1. Januar 1934 bis zum 31. Oktober 1934 Führer der SA-Standarte 212 (Itzehoe). Er wurde am 20. April 1935 zum SA-Oberführer ernannt und übernahm gleichzeitig die SA-Brigade 1 „Memelwacht“, deren Führung er bis zum 30. November 1936 innehatte. Am 30. Januar 1937 wurde er zum SA-Brigadeführer befördert und ab 1. Februar 1937 war er mit der Wahrnehmung der Geschäfte als Abteilungsleiter im Personalamt der Obersten SA-Führung beauftragt. Am 1. November 1937 wurde er Chef des Amtes Personalien im Personalhauptamt der Obersten SA-Führung, was er bis zum 30. November 1938 blieb. Ab dem 1. Dezember 1938 war er Chef des Amtes Soziale Fürsorge der Obersten SA-Führer und wurde am 30. Januar 1939 zum SA-Gruppenführer ernannt. Boetel gehörte bei der Wehrmacht als Leutnant der Reserve dem Infanterie-Regiment 22 in Gumbinnen an. Im Zweiten Weltkrieg war er als Oberleutnant der Reserve und Kompanieführer im Kriegseinsatz und wurde 1940 in Belgien verwundet. Er starb im Feldlazarett in Hougaerde im Arrondissement Löwen.

## Weblink
- Erich Boetel in der Datenbank der Reichstagsabgeordneten